# Nuorajärvi
För andra betydelser, se Nuorajärvi (olika betydelser).
Nuorajärvi är en sjö i kommunen Ilomants i landskapet Norra Karelen i Finland. Sjön ligger 144,7 meter över havet. Den är 12 meter djup. Arean är 40,24 kvadratkilometer och strandlinjen är 206,34 kilometer lång.  Den  ingår i Vuoksens huvudavrinningsområde.  Sjön ligger omkring 63 kilometer öster om Joensuu och omkring 420 kilometer nordöst om Helsingfors. 
I sjön finns öarna Lipsunsaari, Talvitienluoto, Haikansaaret, Lyörönsaari, Kaulasaari, Kivisaari, Korpisaaret, Kalmosaari, Jänissaari, Reposaari, Kirviönsaari, Pikkusaari, Poikosensaari, Meskensaaret (halvö), Perätsynniemi och Rahasaari. 
Kasinjärvi, Muokonjärvi och Karpanjärvi utgör delar av Nuorajärvi.